# Tshokwe
Tshokwe è un villaggio del Botswana situato nel distretto Centrale, sottodistretto di Bobonong. Il villaggio, secondo il censimento del 2011, conta 1 070 abitanti.

## Località
Nel territorio del villaggio sono presenti le seguenti 4 località:
- Mmadikgaka Veterinary Camp di 16 abitanti,
- Molabe cattle post di 7 abitanti,
- Tlhobolotona di 8 abitanti,
- Tshokwe di 71 abitanti